# Oldeklooster (De Marne)
Oldeklooster is een voormalig klooster dat in Kloosterburen in de Nederlandse provincie Groningen is gebouwd. Later werd het klooster weggehaald en kwam er een boerderij te liggen. Het Oldeklooster is een rijksmonument met nummer 23669.

## Historie
Dit klooster lag bij Kloosterburen en werd waarschijnlijk in 1175 gesticht als dochterklooster van Mariëngaarde in het Friese Hallum en was gewijd aan Sint Johannes de Evangelist. In 1204 volgde de aansluiting bij de orde van de premonstratenzers; de mannen verhuisden naar Nijenklooster. Beide kloosters zouden in 1290 samen 240 inwoners hebben gehad. De abdij bezat ongeveer 600 hectare cultuurgrond. Bovendien behoorde ongeveer een derde van het eiland Rottumeroog tot het kloosterbezit. Het had voorwerken te Schilligeham, Maarslacht (Lutkehuizen of Uuterhues), Warfhuizen en vermoedelijk ook te Kloosterburen (De Baat). Volgens overleveringen was er ook een voorwerk te Grijssloot. De korenmolen van Molenrij wordt in 1543 vermeld. De veenderijen lagen in Kropswolde. Het klooster speelde een rol van betekenis in de waterstaatsorganisatie; de abt was voorzitter (eerste schepper) van het Schouwerzijlvest. Daaraan herinneren onder andere de toponiemen Abtssloot en Abelstokstertil, een brug die vermoedelijk genoemd is naar een oversteekplaats of bruggetje met de naam *Abtsstok. De abt trad verder op als scheidsrechter bij rechtszaken in het onderkwartier de Marne. De dorpskerk was geïncorporeerd bij het klooster, dat tevens enkele prebenden te Leens en Warfhuizen bezat. De gebouwen werden omstreeks 1579 grotendeels verwoest. Het klooster bezat een refugium te Groningen in de Turftorenstraat (hoek Uurwerkersgang), dat tot 1607 in gebruik bleef. De kloostergemeenschap werd omstreeks 1609 opgelost.